# Bulbostylis lanifera
Bulbostylis lanifera là một loài thực vật có hoa trong họ Cói. Loài này được (Boeckeler) Kük. mô tả khoa học đầu tiên năm 1937.